# 安格斯·麥克唐納
安格斯·麦克唐纳（英語：Angus MacDonald；1962年11月7日—）是英国自由民主党政治家，自2024年起担任因弗内斯、斯凯岛和西罗斯郡的国会议员。

## 早年生活和事业
安格斯·弗朗西斯·麦克唐纳于1962年11月7日出生于伦敦。他是唐纳德‘罗里’麦克唐纳的儿子，唐纳德是酿酒师‘长约翰’麦克唐纳的后裔，母亲是南希·麦克唐纳（娘家姓希尔，来自费城）。他是五个孩子中的第二个，在格伦科的克拉海格旅馆长大，并在两所独立学校——安普尔福斯学院和爱丁堡学院接受教育。他没有上大学。
麦克唐纳开始他的职业生涯时，在金融服务领域经营多家出版业务，包括爱丁堡金融出版公司、金融新闻和eFinancialCareers。后两者在2007年被他以7900万英镑卖给了包括道琼斯在内的财团。后来，麦克唐纳将他的商业兴趣扩展到可再生能源和废物管理领域 ，并创办了各种社会企业和非营利事业，其中最著名的是海兰电影院。这是一家位于威廉堡的独立电影院，并在2023年被评为“24屏以下年度最佳电影院”。  
2014年，麦克唐纳因其对苏格兰高地做出的贡献被授予大英帝国官佐勋章（OBE） 。 
麦克唐纳以 37.5% 的得票率当选为高地议会议员，代表威廉堡和阿德纳默亨参加2022 年高地议会选举。  
因弗内斯、斯凯和西罗斯郡——麦克唐纳的选区——是2024年大选中最后一个公布结果的选区，由于“差异”导致结果延迟到7月6日才宣布。     
他曾是保守党的捐助者，向该党捐赠了4万英镑。  